# Heynitz (Nossen)

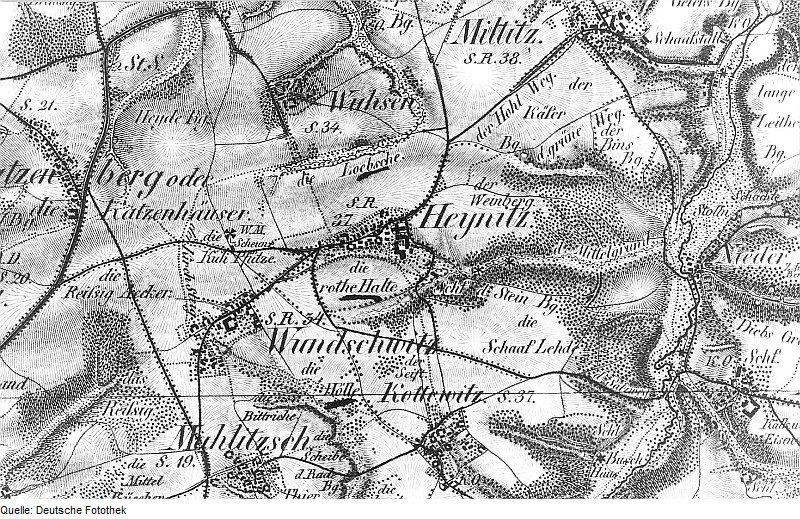
Heynitz auf einer Karte von Hermann Oberreit, vor 1843

Heynitz (ⓘ) ist ein Gemeindeteil der sächsischen Stadt Nossen im Landkreis Meißen.

## Geografie
Heynitz liegt etwa 7 Kilometer nordöstlich von Nossen in der Mitte Sachsens. Im Ort befindet sich das Schloss Heynitz.
Nachbarorte von Heynitz sind Krögis im Norden, Miltitz im Nordosten, Munzig im Osten, Kottewitz im Südosten, Mahlitzsch und Wunschwitz im Südosten, Katzenberg im Osten sowie Wuhsen im Nordosten.

## Geschichte

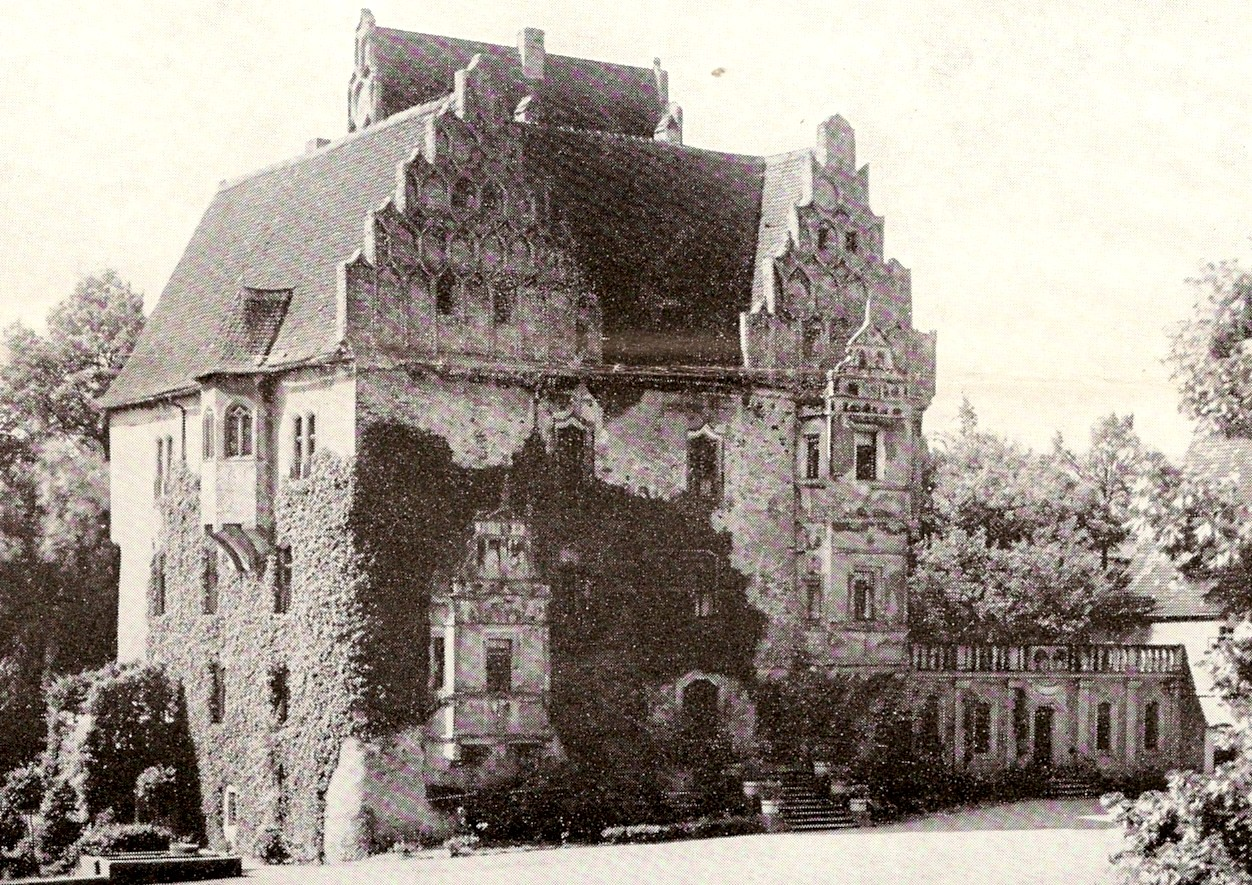
Schloss Heynitz, um 1900

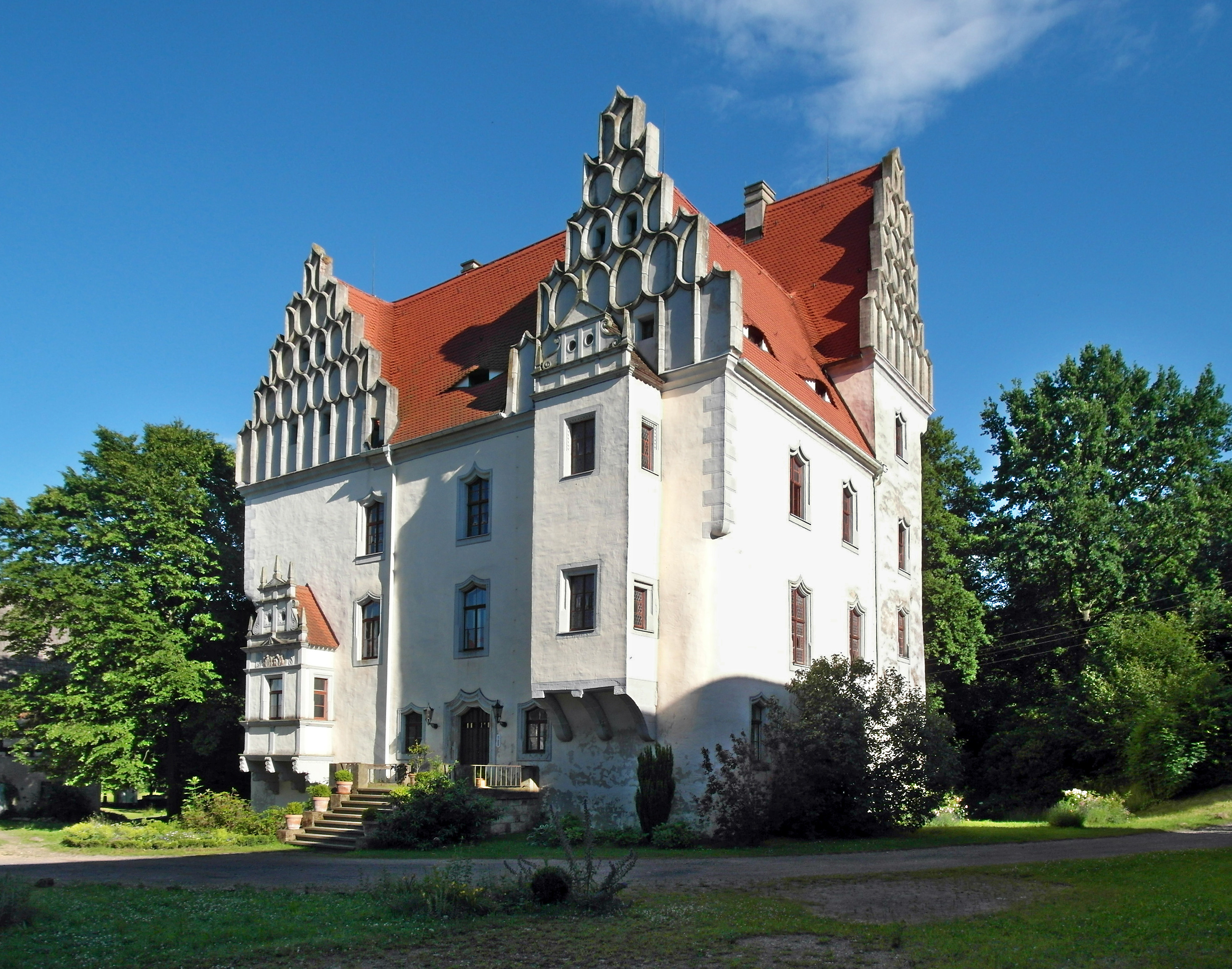
Schloss Heynitz, 2016

Die erste belegte Ortsnamenform datiert von 1334 als Heynicz. 1670 wurde die Schule gegenüber der Kirche erbaut. 1762 lagen Heynitz und umliegende Ortschaften wüst – in Katzenberg lag ein preußisches Armeekorps. 1781 rebellierten die Bauern gegen die Frondienste.
August Schumann nennt 1817 im Staats-, Post- und Zeitungslexikon von Sachsen Heynitz betreffend u. a.:

„Mit Inbegriff des Rittergutes, der Kirche, Pfarr- und Schulwohnung, hat das Dorf 31 Häuser mit 10 ½ Magazin- und Marschhufen, und gegen 140 Einwohner, welche vom Ackerbau leben. […] Das hiesige Rittergut besitzt seit den ältesten Zeiten die Familie von Heynitz, […]. Die sicherern Nachrichten von diesem Geschlechte gehen jedoch nur bis zum 14ten Jahrhundert zurück. […] Der hiesige Rittersitz, als Stammhaus dieser Familie mag schon zu Ende des 15ten Jahrhunderts erbaut worden seyn; man liest an dem Gebäude die Jahreszahlen 1510 und 1519. Glieder dieser Familie besaßen in frühern Zeiten mehrere Güter in Sachsen, […]. Der gegenwärtige Besitzer, seit Nicol von Heynitz der elfte dieses Stammes, ist Christian Gottlob Adolph von Heynitz. Schriftsässig zu diesem Rittergute gehört das Vorwerk Groitsch und ein Theil vom Dorfe Kottewitz.
Die Einwohner von Heynitz besitzen 10 ½ Hufen und in den Fluren findet man gelben Ocher. Auf dem Rittergute wird ein gutes Weißbier gebrauet. In dem nahen Mühlengrunde befinden sich zwei Mahlmühlen […].“

1846 wurde am höchsten Punkt des Ortes (306 m ü. NN) eine Windmühle errichtet, sie brannte 1876 infolge Blitzschlag ab. 1853 wurde die bestehende Schule vergrößert, 1895 wurde ein Neubau errichtet. 1892 wurde die so genannte Zechelmühle wegen Baufälligkeit abgebrochen. 1952 wurde die LPG „Florian Geyer“ gegründet, 1960 schlossen sich die Genossenschaften von Heynitz und Wendischbora zusammen.
Bis zur Eingliederung in die Stadt Nossen war der Ort Heynitz Teil der gleichnamigen Gemeinde. So wurden 1935 Kottewitz, Wuhsen und Wunschwitz eingemeindet. Zum 1. Januar 1973 erfolgte der Zusammenschluss der Gemeinden Heynitz, Ilkendorf und Wendischbora zur neuen Gemeinde Heynitz.
Am 1. Januar 2003 wurde nach jahrelangen Diskussionen die unter Zwangsverwaltung stehende Gemeinde Heynitz nach Nossen eingegliedert.
Bevölkerungsentwicklung
| Jahr    | Einwohnerzahl                                        |
| ------- | ---------------------------------------------------- |
| 1547/51 | 12 besessene Mann, 29 Inwohner 1, 10 ¾ Hufen         |
| 1764    | 12 besessene Mann, 9 Häusler, 3 Wüstungen, 9 ½ Hufen |
| 1834    | 187                                                  |
| 1871    | 220                                                  |
| 1890    | 250                                                  |

| Jahr   | Einwohnerzahl |
| ------ | ------------- |
| 1910   | 225           |
| 1925   | 293           |
| 1939 2 | 711           |
| 1946 2 | 974           |
| 1950 2 | 941           |

| Jahr   | Einwohnerzahl |
| ------ | ------------- |
| 1964 2 | 916           |
| 1990 3 | 1446          |
| 2000 3 | 1542          |
| 2011 3 | 228           |
| 2019 3 | 196           |

## Kirche

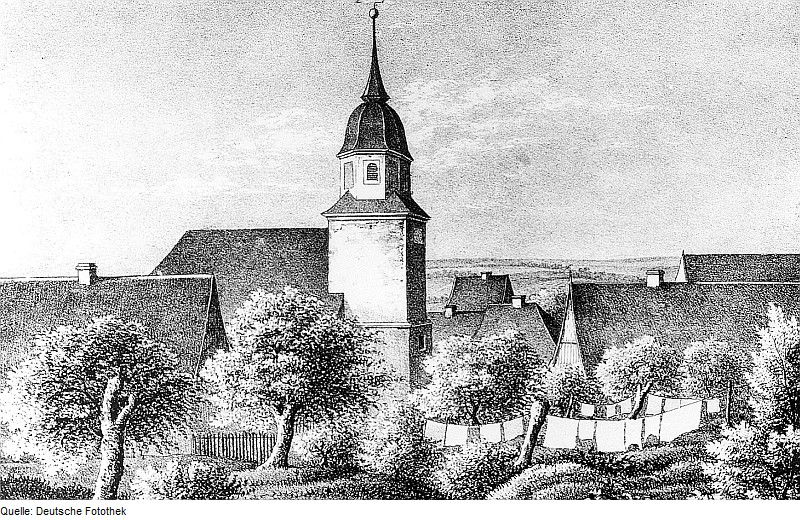
Die Kirche auf einer Lithographie von 1837

In einer Urkunde vom Jahre 1346 wird Heynitz als Parochialkirche, die unter dem Erzpriester von Lommatzsch stand, erwähnt. Über Aussehen und Größe des Baus ist nichts bekannt. 1523 ist Bischof Benno von Heynitz Schutzpatron des Geschlechts derer von Heynitz sowie auch des Dorfes. 1539 wurde Heynitz evangelisch und entzog sich dem Einfluss des Erzpriesters von Lommatzsch.
Der jetzige Kirchenbau datiert aus dem Jahre 1720, wobei ein umfangreicher Umbau des vorreformatorischen Baus erfolgte. Der Vorgängerbau muss sehr niedrig gewesen sein, da die Mauern um 3 Ellen erhöht wurden und eine zweite Empore eingebaut wurde. Die Baukosten beliefen sich auf 550 Taler. Bereits 1768 und wieder 1791 musste der Kirchturm repariert werden.
Die Kirche betreffend führt Schumann im Staats-, Post- und Zeitungslexikon an:

„Die hiesige Kirche und Schule stehen unter der Inspection Meißen und unter der Collatur des Rittergutsbesitzers. Eingepfarrt in die hiesige Kirche sind die Orte: Kottewitz, Wunschwitz, Neu Wunschwitz, Wuhsen und der sogenannte Berg, unter Kottewitz. […] Der erste lutherische Prediger, Petrus Barth kam im J. 1541 hieher; der jetzige Prediger ist der achtzehnte seit der Reformation. Die auf hiesiger Kirche befindlichen Glocken sind ihres Alterthums wegen zu bemerken; die jüngste stammt vom J. 1533, […]“

1842 erfolgte ein zweiter Umbau, bei dem u. a. die Orgel, welche bis dahin neben der Kanzel stand, ihren Platz an der Westseite über dem Eingang erhielt. 1863 erhielt der Turm eine Schieferdeckung statt der vorherigen Schindeldeckung. Nach einem Blitzeinschlag am 3. Juli 1879 brannte er bis auf die Turmhaube ab. Bei dem Brand litt auch die Orgel von 1736, 1894 wurde sie durch eine neue ersetzt.
1960 wurde das Kirchturmdach neu gedeckt und in den Jahren 1984 bis 1991 Innen und Außen umfassend erneuert.